# Zesdaagse van Dortmund

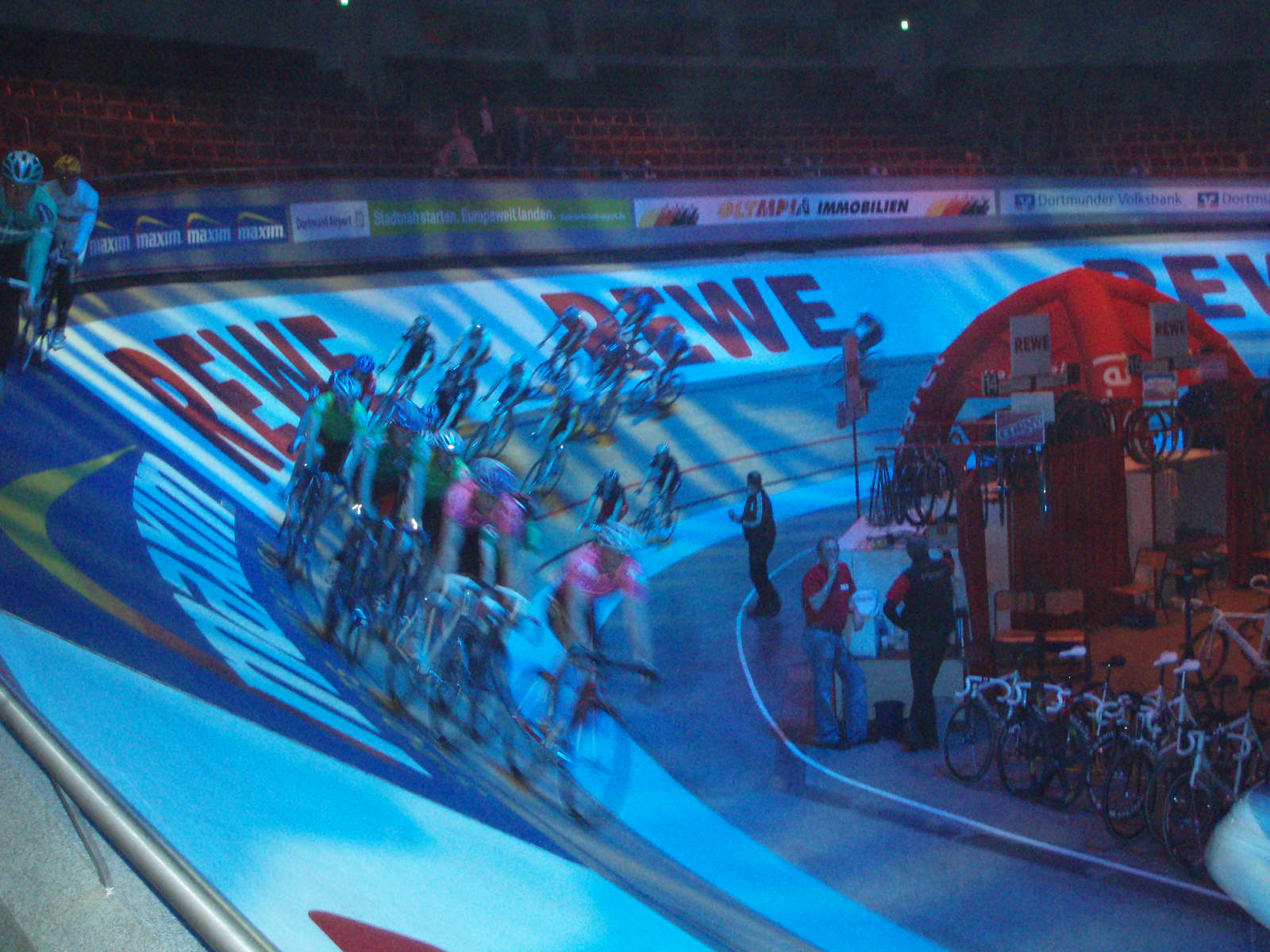
de Zesdaagse van Dortmund (2004)

De Zesdaagse van Dortmund is een jaarlijkse wielerwedstrijd die teruggaat tot het jaar 1926. Deze eerste Dortmundse zesdaagse werd gewonnen door Fritz Knappe en Willy Rieger. Met uitzondering van de periode 1935 tot 1951 en het jaar 2009 is de zesdaagse elk jaar gehouden.
De Dortmundse zesdaagse wordt gehouden in de Westfalenhalle op een baan van 200 m lang en jaarlijks door circa 80.000 toeschouwers bezocht.
Recordwinnaar is de Belg Patrick Sercu met 8 overwinningen.
In 2009 werd geen Dortmundse zesdaagse gehouden, omdat de sponsor afhaakte en de organisatoren er niet in slaagden een nieuwe sponsor te vinden.

## Lijst van winnende koppels
| jaar   | koppel                                            |
| ------ | ------------------------------------------------- |
| 2008   | Erik Zabel (Dui) – Leif Lampater (Dui)            |
| 2007   | Bruno Risi (Zwi) – Franco Marvulli (Zwi)          |
| 2006   | Bruno Risi (Zwi) – Erik Zabel (Dui)               |
| 2005   | Rolf Aldag (Dui) – Erik Zabel (Dui)               |
| 2004   | Rolf Aldag (Dui) – Scott McGrory (Aus)            |
| 2003   | Bruno Risi (Zwi) – Kurt Betschart (Zwi)           |
| 2002   | Andreas Beikirch (Dui) – Andreas Kappes (Dui)     |
| 2001   | Rolf Aldag (Dui) – Erik Zabel (Dui)               |
| 2000   | Rolf Aldag (Dui) – Erik Zabel (Dui)               |
| 1999   | Bruno Risi (Zwi) – Kurt Betschart (Dui)           |
| 1998   | Silvio Martinello (Ita) – Rolf Aldag (Dui)        |
| 1997   | Bruno Risi (Zwi) – Kurt Betschart (Zwi)           |
| 1996   | Rolf Aldag (Dui) – Erik Zabel (Dui)               |
| 1995   | Danny Clark (Aus) – Rolf Aldag (Dui)              |
| 1994   | Adriano Baffi (Ita) – Giovanni Lombardi (Ita)     |
| 1993   | Bruno Risi (Zwi) – Kurt Betschart (Zwi)           |
| 1992   | Bruno Risi (Zwi) – Kurt Betschart (Zwi)           |
| 1991   | Danny Clark (Aus) – Rolf Aldag (Dui)              |
| 1990   | Urs Freuler (Zwi) – Olaf Ludwig (Dui)             |
| 1989   | Andreas Kappes (Dui) – Etienne De Wilde (Bel)     |
| 1988   | Danny Clark (Aus) – Anthony Doyle (Gbr)           |
| 1987   | Danny Clark (Aus) – Roman Hermann (Lie)           |
| 1986   | Danny Clark (Aus) – Anthony Doyle (Gbr)           |
| 1985   | Roman Hermann (Lie) – Josef Kristen (Dui)         |
| 1984   | Francesco Moser (Ita) – René Pijnen (Ned)         |
| 1983   | Danny Clark (Aus) – Anthony Doyle (Gbr)           |
| 1982   | Danny Clark (Aus) – Henry Rinklin (Dui)           |
| 1981   | Gert Frank (Den) – Hans-Henrik Oersted (Den)      |
| 1980   | Patrick Sercu (Bel) – Gregor Braun (Dui)          |
| 1979   | Patrick Sercu (Bel) – Dietrich Thurau (Dui)       |
| 1978   | Francesco Moser (Ita) – René Pijnen (Ned)         |
| 1977   | Dietrich Thurau (Dui) – Jürgen Tschan (Dui)       |
| 1976   | Patrick Sercu (Bel) – Freddy Maertens (Bel)       |
| 1975   | Dieter Kemper (Dui) – Graeme Gilmore (Aus)        |
| 1974   | René Pijnen (Ned) – Patrick Sercu (Bel)           |
| 1973   | Patrick Sercu (Bel) – Eddy Merckx (Bel)           |
| 1972   | Patrick Sercu (Bel) – Alain Van Lancker (Bel)     |
| 1971   | Dieter Kemper (Dui) – Klaus Bugdahl (Dui)         |
| 1970   | Albert Fritz (Dui) – Rudi Altig (Dui)             |
| 1969   | Peter Post (Ned) – Patrick Sercu (Bel)            |
| 1968   | Patrick Sercu (Bel) – Rudi Altig (Dui)            |
| 1967   | Dieter Kemper (Dui) – Horst Oldenburg (Dui)       |
| 1966   | Sigi Renz (Dui) – Rudi Altig (Dui)                |
| 1965   | Peter Post (Ned) – Fritz Pfenninger (Zwi)         |
| 1964   | Rudi Altig (Dui) – Fritz Pfenninger (Zwi)         |
| 1963   | Klaus Bugdahl (Dui) – Sigi Renz (Dui)             |
| 1962   | Peter Post (Ned) – Rik Van Looy (Bel)             |
| 1961   | Rik Van Steenbergen (Bel) – Emile Severeyns (Bel) |
| 1960   | Klaus Bugdahl (Dui) – Hans Junkermann (Dui)       |
| 1959   | Rik van Steenbergen (Bel) – Klaus Bugdahl (Dui)   |
| 1958   | Kay Werner Nielsen (Den) – Palle Lykke (Den)      |
| 1957   | Ferdinando Terruzzi (Ita) – Reginald Arnold (Aus) |
| 1956   | Rik van Steenbergen (Bel) – Emile Severeyns (Bel) |
| 1955   | Hugo Koblet (Zwi) – Armin von Büren (Zwi)         |
| 1954   | Lucien Acou (Bel) – Achiel Bruneel (Bel)          |
| 1953   | Lucien Gillen (Lux) – Ferdinando Terruzzi (Ita)   |
| 1952-2 | Hugo Koblet (Zwi) – Armin von Büren (Zwi)         |
| 1952-1 | Emile Carrara (Fra) – Guy Lapebie (Fra)           |
| 1934   | Marcel Guimbretiere (Fra) – Paul Broccardo (Fra)  |
| 1933   | Paul Buschenhagen (Dui) – Adolf Schön (Dui)       |
| 1932   | Jan Pijnenburg (Ned) – Piet van Kempen (Ned)      |
| 1931   | Jan Pijnenburg (Ned) – Adolf Schön (Dui)          |
| 1930   | Victor Rausch (Dui) – Gottfried Hürtgen (Dui)     |
| 1929   | Karl Göbel (Dui) – Alfredo Dinal (Ita)            |
| 1928   | Piet van Kempen (Ned) – Maurice Dewolf (Bel)      |
| 1927   | Willy Lorenz (Dui) – Alessandro Tonani (Ita)      |
| 1926   | Fritz Knappe (Dui) – Willy Rieger (Dui)           |